# Chain Reaction
Chain Reaction és una pel·lícula de suspens protagonitzada per Keanu Reeves, Morgan Freeman i Rachel Weisz, i dirigida per Andrew Davis. Estrenada el 2 d'agost de 1996 als Estats Units i l'11 d'octubre del mateix any a Espanya.

## Argument
Eddie Kasalivich és un estudiant que escriu la seva tesi i col·labora com a tècnic en un equip de recerca de Chicago dirigit per Paul Shannon. Ell aconsegueix un procés per a la producció d'energia ecològica barata, però més tard la planta sofreix una forta explosió que destrueix tot el local i diversos blocs. El líder de l'equip, Allister Barclay, mor assassinat i els plans per a l'experiment desapareixen. Eddie ho descobreix just abans de l'explosió, de la qual pot salvar-se.
El FBI investiga a tots els membres de l'equip científic. Un altre tècnic, Lu Chen, també ha desaparegut. A la casa de Eddie hi troben $ 250.000 i ara és culpat pel desastre, i l'FBI està darrere d'ell. En un bar, Eddie i Lily, el seu col·lega, veuen en la televisió que són buscats. Se separen i acorden reunir-se en una data posterior en l'estació. Eddie és reconegut i escapa a través d'un pont llevadís, després de la qual cosa van a un lloc segur.
Paul Shannon ha d'informar sobre l'ocorregut en una audiència davant un comitè de senadors. Fins i tot Shannon està ara sota la vigilància pel FBI. Sense deixar-se impressionar, Shannon impulsa un altre projecte en una segona planta tècnica subterrània, que té el mateix objectiu que la primera. No obstant això, el procés no funciona, perquè les freqüències només les coneix Eddie.
L'FBI persegueix una crida que fa Eddie a Shannon i troba així als dos fugitius. Des d'un helicòpter, un "policia" mata allí a un altre policia. Els dos poden escapar i passen la nit en una casa abandonada. Allí envien a Shannon una notícia. Es reuneixen amb ell i llavors Lily és segrestada per Shannon i portada a la segona planta, mentre que Eddie aconsegueix escapar. Lily es troba en la planta amb Lu Chen.
Resulta que en el desenvolupament d'aquest sistema hi ha una conspiració del govern dirigida per Paul Shannon i la CIA amb l'objectiu de portar tecnologia revolucionària de manera gradual al mercat, en lloc de tot alhora, per a evitar el successiu caos negatiu econòmic que això causaria. També era el pla original segrestar el líder de l'equip juntament amb Chen, però Barclay va morir de manera imprevista durant aquesta operació dirigida per Lyman Earl Collier, el sequaç de Shannon. Eddie aconsegueix trobar el lloc i crea l'amenaça d'una altra explosió causada per ell per a salvar a Lily i a si mateix. L'explosió no es pot evitar a causa de la posterior bogeria de Lyman, que, en contra de la seva voluntat, crea la situació matant a més a Lu Chen. Tot i això, Eddie i Lily poden escapar en l'últim moment en el caos resultant, igual que Paul Shannon, que mata a Lyman per la seva incompetència en haver anat massa lluny en les seves accions (d'amagat seu també va incriminar a Eddie i va matar al policia per incriminar-lo encara més) i per haver volgut, en contra de la voluntat de Shannon, matar a Eddie i a Lily en venjança pel succeït a la planta.
Finalment Shannon entra al seu cotxe i informa el cap de la CIA, el seu superior, que el sistema ja no està operatiu. Eddie, abans de l'explosió, va aconseguir distribuir la informació sobre la planta i la informació tècnica de la producció energètica a través de fax i Internet al FBI i a milers de científics d'arreu del món, aconseguint així exonerar a Lily i a si mateix.

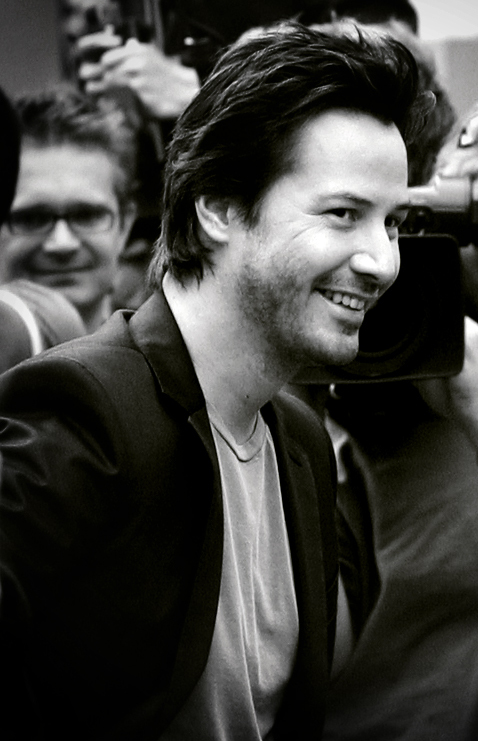
Keanu Reeves interpreta a Eddie Kasalivich.

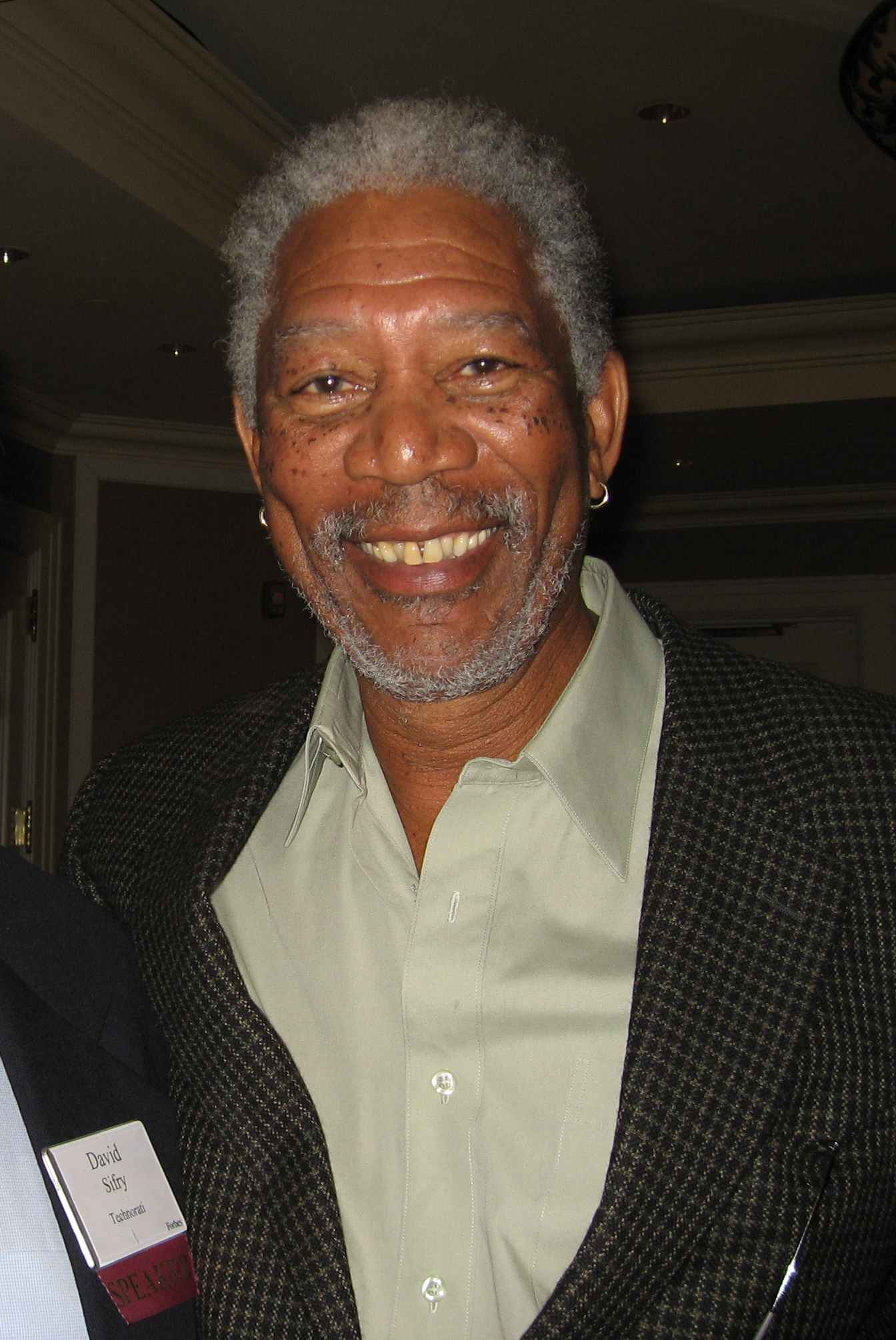
Morgan Freeman interpreta a Paul Shannon

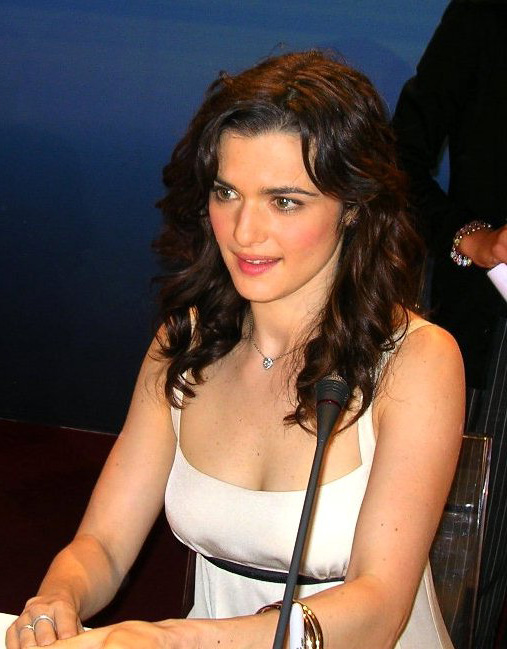
Rachel Weisz interpreta a la Dr. Lily Sinclair.

## Repartiment
- Keanu Reeves com a Eddie Kasalivich. Un maquinista que treballa en un equip de la Universitat de Chicago. Es veu obligat a fugir amb la doctora Lily Sinclair quan algú l'inculpa per l'assassinat del seu cap, el doctor Alistair Barkley, i per la destrucció del seu laboratori. Ha de treballar per netejar els seus noms abans de ser capturats o assassinats.
- Morgan Freeman com a Paul Shannon. L'enigmàtic líder del projecte a la Universitat de Chicago. Els seus motius no estan clars al llarg de la pel·lícula, però aconsella a Eddie que es lliura a les autoritats. Més tard es revela que ell és el cap de tot el programa que inclou Lyman, que intenta matar l'equip d'investigació. Una escena amb els agents Ford i Doyle i el final suggereix que Shannon està amb la CIA.
- Rachel Weisz com a Lily Sinclair. Física que treballa amb el Dr. Alistair Barkley. Ella fuig amb Eddie quan se'ls incrimina l'assassinat d'Alistair i la destrucció del seu laboratori.
- Fred Ward com a agent de l'FBI Leon Ford. Encarregat de la investigació per descobrir la causa de la destrucció del laboratori. Inicialment se centra en Eddie i Lily, però aviat sospita de la implicació d'organitzacions governamentals.
- Kevin Dunn com a agent de l'FBI Doyle. Ajudant de Ford en la investigació. Ajuda a Ford a localitzar a Eddie, Lily i, més tard, C-Systems.
- Brian Cox com a Lyman Earl Collier. President de C-Systems Research. Persona darrere de la conspiració per mantenir en secret la central d'hidrogen.
- Joanna Cassidy com a Maggie McDermott. Una vella amiga d'Eddie que viu en un observatori a Wisconsin. L'Eddie i la Lily es dirigeixen al seu lloc després que s'emet una ordre de detenció.
- Chelcie Ross com a agent de l'FBI Ed Rafferty.
- Nicholas Rudall com el doctor Alistair Barkley. Responsable del projecte de desenvolupament d'energia a partir de l'aigua. L'Eddie el troba asfixiat.
- Tzi Ma com a Lu Chen. Gestor de Projectes del Projecte Hidrogen i mà dreta del Dr. Barkley. Quan Barkley és assassinat, el Dr. Chen és segrestat i obligat a treballar a C-Systems.
- Krzysztof Pieczyński com a Lucasz Screbneski, científic del projecte original que treballa en secret per a C-Systems.
- Eddie Bo Smith Jr. i Danny Goldring com a Yusef Reed i Clancy Butler, la mà dreta de Collier per a C-Systems

A més, Michael Shannon i Neil Flynn fan aparicions com a conductor de furgoneta i Patrulla de l'Estat de Wisconsin, respectivament.

## Producció
Grans parts de la pel·lícula es van rodar a Chicago, Illinois i als seus voltants, incloent la Universitat de Chicago, l'Argonne National Laboratory, el  Museum of Science and Industry, el Field Museum of Natural History, la Michigan Avenue i el James R. Thompson Center (Atrium Mall). Es van rodar escenes addicionals a l'Yerkes Observatory a Williams Bay, Wisconsin, al llac Geneva al sud de Wisconsin, els interiors de Capitoli dels EUA.van ser rodats al Wisconsin State Capitol, a Madison (Wisconsin), a Inland Steel Company (ara coneguda com a Cleveland-Cliffs Inc.) a East Chicago, Indiana, i en una residència privada a Barrington Hills, Illinois. A causa del fred hivern dels Grans Llacs i de la filmació que es va dur a terme durant un temps hivernal que va batre rècord, hi havia reptes únics per al repartiment i l'equip. Morgan Freeman va assenyalar que "va ser difícil per a tothom, sobretot per a mi perquè sóc tropical", va dir. "No fa temps fred. Això és Chicago... a l'hivern. Vaig estar malalt i vaig estar al llit quatre dies. Va ser realment molt dur." Entre els extres de la pel·lícula hi havia la llavors representant dels Estats Units (posteriorment senadora dels Estats Units) Tammy Baldwin (D-Wis .)

## Recepció
Chain Reaction va rebre crítiques negatives. La pel·lícula té una puntuació del 18% a Rotten Tomatoes basada en 33 ressenyes. El públic enquestat per CinemaScore va donar a la pel·lícula una nota mitjana de "C+" en una escala d'A+ a F.
Roger Ebert va donar a la pel·lícula dues estrelles i mitja de quatre, i va escriure: "Al final de la pel·lícula, havia vist una bona fotografia i vaig presenciar algunes escenes de persecució emocionants, però a l'hora d'entendre la pel·lícula, no vaig no en tinc ni idea." Jeff Millar del Houston Chronicle va escriure: "La narració és molt complexa, però el que hi ha a la pantalla és poc més que genèric, narrativa no específica, un noi que és perseguit". Per contra, Edward Guthmann del San Francisco Chronicle va considerar que la pel·lícula era una de les millors pel·lícules de l'estiu, i va escriure: "[Chain Reaction] té una millor interpretació, una millor escriptura, seqüències de persecució més espectaculars i un drama més genuí que tots els èxits de taquilla d'aquest estiu".
Chain Reaction i el seu repartiment van ser nominats per a un premi, amb Keanu Reeves nominat al Razzie al Pitjor actor, que va ser guanyat per Tom Arnold i Pauly Shore.
Chain Reaction va debutar en quart lloc a la taquilla darrere de A Time to Kill, Independence Day i Matilda, recaptant un total de 7,5 milions de dòlars durant el cap de setmana d'obertura. La pel·lícula va recaptar poc més de 60,2 milions USD$ arreu del món.
Des de llavors, Reeves ha expressat lamentacions per Chain Reaction, culpant als canvis de guió. Sobre el seu personatge, va dir: "Originalment, estava casat. Vaig tenir aquest nen i vaig fer aquesta investigació i no sabia que el que estava investigant tenia aquest efecte. I algú va ser assassinat i vaig tenir aquests remordiments i jo estic intentant aturar el que estic fent, però no em poden deixar, així que em persegueixen. I de sobte em converteixo en aquest maquinista de 24 anys i em vaig dirigir al (director) Andrew Davis i vaig dir: "Què va passar amb la pel·lícula a la qual vaig dir que sí? Què va passar amb aquest guió? On va anar això?" I va dir: 'No, tinc alguna cosa millor', i així que només vaig haver d'anar amb això."